# Star Wars: The Empire Strikes Back (computerspel uit 1992)
Star Wars: The Empire Strikes Back is een computerspel dat werd ontwikkeld door Sculptured Software en LucasArts. Het spel kwam in 1992 uit voor de Nintendo Entertainment System en de Game Boy. Het spel werd uitgebracht in 1992. Het spel is een sciencefictionspel waarbij het perspectief in de derde persoon getoond wordt. Het spel is gebaseerd op de gelijknamige film en de verhaallijn is min of meer hetzelfde. De speler speelt Luke Skywalker en moet achtereenvolgens Hoth, Echo Base, Dagobah, Bespin en Cloud City bezoeken. De speler krijgt tegenstanders als Darth Vader en Boba Fett en mensen die hem helpen als R2-D2, Yoda en Obi-Wan Kenobi. De speler heeft de beschikking over een pistool en lichtzwaard.

## Ontvangst
| Beoordeeld door                     | Platform | Datum           | Score |
| ----------------------------------- | -------- | --------------- | ----- |
| Joypad                              | Game Boy | september 1993  | 88%   |
| Digital Press - Classic Video Games | NES      | 11 januari 2004 | 80%   |
| Power Unlimited                     | Game Boy | juli 1993       | 75%   |
| Nintendo Magazine System UK         | NES      | november 1992   | 69%   |
| The Video Game Critic               | NES      | 18 mei 2005     | 58%   |
| Total! (Duitsland)                  | Game Boy | april 1994      | 45%   |
| Power Play                          | Game Boy | april 1993      | 35%   |